# メイソン・マッデン
メイソン・マッデン（Mason Madden、1991年2月5日 - ）は、アメリカ合衆国の元アメリカンフットボール選手であり、プロレスラー。マサチューセッツ州ノースイーストン出身。オール・エリート・レスリング（AEW）に所属。
父親のブレント・ウィリアムズも元アメリカンフットボール選手である。

## 来歴

### 学生時代
学生時代よりアメリカンフットボールで活動。ウェスト・ロックスバリーに所在するカトリック・メモリアル高校在学時、ESPNによる全米プロスペクトランキングでオフェンシブタックル部門35位、学生スポーツ専門サイトであるRivals.comでオフェンシブガード部門7位、同じく学生スポーツ専門サイトであるScout.comでオフェンシブライン部門15位という評価を受ける。
2009年、ノースカロライナ州チャペルヒルに所在するノースカロライナ大学チャペルヒル校に進学。同年、フレッシュマンながら6試合に出場。2010年よりレギュラーの座を奪い、2011年にはスナップで平均80パーセント以上の成功率を収める。2012年にはオールACCの一員に選出された。

### NFL
2013年4月、NFLドラフトにてヒューストン・テキサンズより3巡目（全体の89番目）に指名され入団。しかし、入団して早々ルーキーミニキャンプでの練習中に膝を故障。MRIの結果、骨折していた事が判明しルーキーシーズンを棒に振る。
2014年7月、テキサンズから解雇となる。
2015年2月20日、ジャクソンビル・ジャガーズと2年の契約を交わし入団。膝の状態が良くなっていた事もありジェレミー・パーネルのバックアップとして期待される。8月29日、再び膝を故障した事でジャガーズから解雇となる。
10月20日、ニューイングランド・ペイトリオッツとプラクティス・スクワッドとして契約を交わし入団。しかし同月22日、契約を交わしたわずか2日で解雇となった。

### ROW
2015年10月、新たな道としてプロレスラーに転向。ブッカーTがテキサス州ヒューストンにて主宰する団体であるROW（Reality of Wrestling）に入団。トレーニングを開始。
2016年2月28日、ROW TVにてセドリック・ペインを相手にマーセラス・ブラック（Marcellus Black）のリングネームで歌舞伎のようなフェイスペイントを施しプロレスラーデビューを果たす。最後にシットダウン・パワーボムを決めて勝利。試合後にはリングに乱入してきたセコンド達を退けて勝ち名乗りを挙げた。

### WWE
2016年8月1日、メジャープロレス団体であるWWEとディベロップメント契約を交わし入団。育成施設であるWWEパフォーマンスセンターにてトレーニングを開始。9月30日、NXT Liveにてバトルロイヤルでデビューを飾る。
2017年1月21日、NXT Liveにてキシャン・ラフターと対戦し、勝利した。
2022年4月17日、SmackDownでショーン・リッカーをマネージャーに付けた。

## その他
- グレート・ブラック・オタクというニックネームの通り、大のアニメ好きとして知られ様々なジャンルを愛している[24][25]。
- WWEのプロレスラー誕生日

## 得意技

### フィニッシュ・ホールド
クルーエル・エンジェルズ・スィーシス
ファイヤーマンズキャリーで相手を両肩に担ぎ上げ、上半身を後方へと旋回させて右脇下でキャッチし、シットダウンと同時に後頭部からマットに叩きつける変形シュバイン。技名は「残酷な天使のテーゼ」の意味。
高橋ヒロムのTIME BOMBと同型である。
イニシャルⅮ
相手に当たる際に、前に回転するスピアー。
D4C
ブッカー・Tのハーレム・サイドキックと同じ技。
シットダウン・パワーボム

### 投げ技
ゴリーボム
ゴリースペシャルの体勢から腕のクラッチを外し、フェイスバスター式に叩きつける変形パワーボム
チャボ・ゲレロ・ジュニアの得意技として知られる。
サイドウォークスラム
スープレックス
チョークスラム
シットダウン・サイド・チョークスラム
チョークスラムの体勢で相手を抱え上げたあと体を軽くジャンプさせつつ両足を前に投げ出して尻餅をつく形で着地すると同時に相手の背中を自分の右サイドへと叩きつける

### 打撃技
ニコ・ニコ・ニー
"Nico Nico Knee" と叫んでからコーナーにもたれている相手に仕掛けるランニング・ニー・バット
掌打
バックハンド・チョップ
クローズライン
ビッグブート